# Félix Sesúmaga
 (septembre 2014).
Si vous disposez d'ouvrages ou d'articles de référence ou si vous connaissez des sites web de qualité traitant du thème abordé ici, merci de compléter l'article en donnant les références utiles à sa vérifiabilité et en les liant à la section « Notes et références ».
Félix Sesúmaga Ugarte, né le 12 octobre 1898 à Leioa (Pays basque, Espagne) et mort le 24 août 1925 dans la même localité, est un footballeur international espagnol. Avec l'Espagne, il est médaillé d'argent aux Jeux olympiques de 1920.

## Biographie
Félix Sesúmaga naît dans le quartier de Lamiako à Leioa (en espagnol, Lejona). Son premier club est l'Arenas Club de Getxo où il commence à jouer en 1916. Avec les Areneros, il parvient deux fois en finale de la Coupe d'Espagne (1917 et 1919). Lors de la finale de 1919, il marque trois buts face au FC Barcelone (victoire 5 à 2 d'Arenas de Getxo). Il s'agit du seul titre en Coupe dans l'histoire d'Arenas de Getxo. Son excellent match en finale entraîne son recrutement par le FC Barcelone. Avec les Catalans, il parvient de nouveau en finale de la Coupe d'Espagne en 1920 battant l'Athletic Bilbao en finale 2 à 0. Sesúmaga égale ainsi la performance du Français René Petit qui avait aussi gagné deux fois la Coupe consécutivement avec deux équipes différentes.
Pendant l'été 1920, Sesúmaga prend part aux Jeux olympiques d'Anvers où il gagne la médaille d'argent avec l'Espagne.
En 1921, Sesúmaga quitte le FC Barcelone et devient entraîneur-joueur du Racing Club de Sama de Langreo (Asturies). Il est de nouveau convoqué par l'équipe d'Espagne, ce qui fait qu'il est le seul international dans l'histoire de ce club asturien aujourd'hui disparu.
En 1922, il est recruté par l'Athletic Bilbao, le dernier club de sa carrière.
En 1924, une maladie l'oblige à abandonner le football. Il meurt prématurément le 24 août 1925 à l'âge de 26 ans.
Deux de ses frères, Críspulo et Fídel, ont aussi joué avec l'Arenas de Getxo (le premier jouant la finale de Coupe en 1925 et 1927, le second en 1927).

### Équipe nationale
Sesúmaga joue huit fois avec l'équipe d'Espagne et marque quatre buts. Il est un des composants du onze initial du premier match de l'histoire de l'équipe d'Espagne le 28 août 1920 à Bruxelles face au Danemark (victoire 1 à 0 des Espagnols) lors des Jeux olympiques d'été de 1920.
Sesúmaga joue trois autres matchs lors de ces Jeux olympiques contribuant à l'obtention par l'Espagne de la médaille d'argent. Il est le meilleur buteur de l'équipe espagnole avec quatre buts.
Par la suite, il joue quatre autres matchs, tous amicaux, avec l'équipe d'Espagne entre 1921 et 1923. Son dernier match avec l'Espagne a lieu le 4 février 1923 à Anvers face à la Belgique (défaite 1 à 0).

## Palmarès
Avec l'Espagne :
- Médaille d'argent aux Jeux olympiques de 1920

Avec l'Arenas Club de Getxo :
- Vainqueur de la Coupe d'Espagne en 1919

Avec le FC Barcelone :
- Vainqueur de la Coupe d'Espagne en 1920